# Boletina fuscula
Boletina fuscula är en tvåvingeart som beskrevs av Holmgren 1883. Boletina fuscula ingår i släktet Boletina och familjen svampmyggor. Inga underarter finns listade i Catalogue of Life.